# دراگانتسی
دراگانتسی (به بلغاری: Dragantsi) یک منطقهٔ مسکونی در بلغارستان است که در استان بورگاس واقع شده‌است.